# Ampelisca hemicryptops
Ampelisca hemicryptops is een vlokreeftensoort uit de familie van de Ampeliscidae. De wetenschappelijke naam van de soort is voor het eerst geldig gepubliceerd in 1930 door K.H. Barnard.